# دايفيد فلمز
دايفيد فلمز (بالألمانية: David Wilms)‏ (و. 1963  م) هو مقدم تلفزيوني، وممثل أفلام ألماني، ولد في فروندنبرغ.

## وصلات خارجية
- دايفيد فلمز على موقع IMDb (الإنجليزية)

- دايفيد فلمز في قاعدة بيانات الأفلام على الإنترنت